# Lutzomyia diabolica
Lutzomyia diabolica är en tvåvingeart som först beskrevs av Hall D. G. 1936.  Lutzomyia diabolica ingår i släktet Lutzomyia och familjen fjärilsmyggor. Inga underarter finns listade i Catalogue of Life.